# Негритянська казка
«Негритянська казка» — радянський мальований мультфільм 1937 року, знятий на студії «Союзмультфільм». Мультфільм розповідає про хороброго зайця, який переміг злого лева.

## Сюжет
Мирно живуть і працюють у своїй селі Зайці, Гусь і Черепахи. У селі з'являється Лев. Він зумів схопити Гуся та одного із Зайців. Сховавши їх у візок, він забирає свій «обід» додому. У селі почалася велика паніка. Лев збирається з'їсти видобуток. Проте тямущі Гусак і Заєць не сумують. Вони замислюються втекти від Лева. Почалася гонитва. Завдяки спільним зусиллям жителів села Лев ослаб і залишив село.

## Знімальна група
- Автор сценарію — С. Володимирський

- Режисер — О. Євмененко

- Помічник режисера — Ст. Алексєєв

- Художник-постановник — О. Сніжко-Блоцька

- Композитор — Ю. Микільський

- Мультиплікатори — Ст. Бочкарьов, П. Носов, Н. Привалова, Л. А. Резцова, Б. Титов

- Актори в титрах не вказані

## Технічні дані
- Чорно-білий, звуковий